# 율량초등학교
율량초등학교는 대한민국 충청북도 청주시 청원구에 있는 초등학교다.

## 학교 연혁
- 1991.03.21. 율량초등학교 설립 인가
- 1992.04.15. 개교(34학급 편성)
- 1993.02.16. 제1회 졸업(322명)
- 2012.09.01. 제12대 송성균 교장 부임
- 2012.10.12. 제1회 진로문화유산체험GO!敎!중창대회(충청북도교육감, 최우수)
- 2012.11.13. 제38회 교육감기 체조대회(단체 2위)
- 2013.03.01. 청주교육대학교 교육실습 협력학교운영(2년간)
- 2013.10.12. 제3회 국민생활체육 전국 피구 연합회장배 피구 대회(여자부 우승)
- 2013.12.20. 2013년 충청북도 교육과정 우수학교 표창
- 2013.12.23. 2013년 교육기부활용 우수기관 표창
- 2013.12.27. 2013년 대한민국 행복학교박람회 우수학교 표창
- 2014.02.20. 제22회 졸업식 177명 졸업 (누계 7,707명)
- 2014.03.01. 교육부지정 인성교육 시범학교 운영
- 2014.03.01. 33학급 편성(유치원 2학급 별도)